# Škoda 110 Super Sport
Škoda 110 Super Sport (typ 724) – prototyp samochodu sportowego produkcji Škody, skonstruowany w 1971 roku.

## Historia
Samochód, podobnie jak inny powstały w tym czasie prototyp Škody – 1100 GT, został zbudowany na bazie wprowadzonej w 1970 roku Škody 110 R Coupé. Model 110 Super Sport został skonstruowany w 1971 roku przez oddział Škody w Kvasinach i z założenia miał być samochodem rajdowym. Inspiracją dla projektantów nadwozia był prawdopodobnie Lotus Europa. Jedyny powstały egzemplarz pomalowano na biały kolor i zaprezentowano na salonie samochodowym w Brukseli w 1972 roku. Wygląd samochodu, za sprawą kanciastych kształtów nadwozia, był krytykowany w Czechosłowacji, mimo to magazyn „Road & Track” wyżej ocenił Škodę aniżeli prototyp Astona Martina.
W 1977 roku model ten był wykorzystany w filmie Jutro wstanę rano i oparzę się herbatą. W 1981 roku pojazd zmodyfikowano celem wykorzystania w horrorze Wampir z Feratu w reżyserii Juraja Herza. Nadwozie zostało przemalowane na czarny kolor, zmieniono przednie i tylne światła na pochodzące ze Škody 742M oraz dodano tylny spojler; autorem tych modyfikacji był Theodor Pištěk. W filmie Škoda 110 Super Sport grała rolę samochodu Ferat Vampire RSR, który był napędzany ludzką krwią, pobieraną za pomocą pedału gazu.
Po nakręceniu filmu samochód został przekazany do Muzeum Škody w Mladej Boleslavi. Później wziął udział również w filmie Velká filmová loupež z 1986 roku.

## Opis pojazdu
Nadwozie samochodu było wykonane z włókna szklanego. Cechą charakterystyczną był brak drzwi, w miejsce których zastosowano podnoszoną klapę, w skład której wchodziła przednia szyba, dach i boki nadwozia.
Pojazd początkowo napędzany był jednostką o pojemności 1107 cm³. Pochodziła ona ze Škody 110 L Rallye i generowała 73 KM przy 6250 obr./min. Aby zweryfikować zachowanie samochodu przy dużych prędkościach, w samochodzie został umieszczony także silnik o pojemności 1147, który rozwijał moc 104 KM. Silnik był sprzężony z czterostopniową skrzynią biegów.

## Dane techniczne
| Wersja             | Silnik:             | Układ zasilania:   | Stopień sprężania: | Średnica × skok tłoka: | Moc maksymalna:         | Maks. moment obrotowy    | 0–100 km/h:        | V-max:             |
| Silniki benzynowe: | Silniki benzynowe:  | Silniki benzynowe: | Silniki benzynowe: | Silniki benzynowe:     | Silniki benzynowe:      | Silniki benzynowe:       | Silniki benzynowe: | Silniki benzynowe: |
| ------------------ | ------------------- | ------------------ | ------------------ | ---------------------- | ----------------------- | ------------------------ | ------------------ | ------------------ |
| 1107               | R4 1,1 l (1107 cm³) | gaźnik             | 10,4:1             | 72 × 68 mm             | 73 KM przy 6250 obr/min | 83 N•m przy 5250 obr/min | 15,3 s             | 180 km/h           |
| 1147               | R4 1,1 l (1147 cm³) | gaźnik             |                    |                        | 104 KM                  |                          | 12,6 s             | 212 km/h           |